# Fondazione Edmund Mach

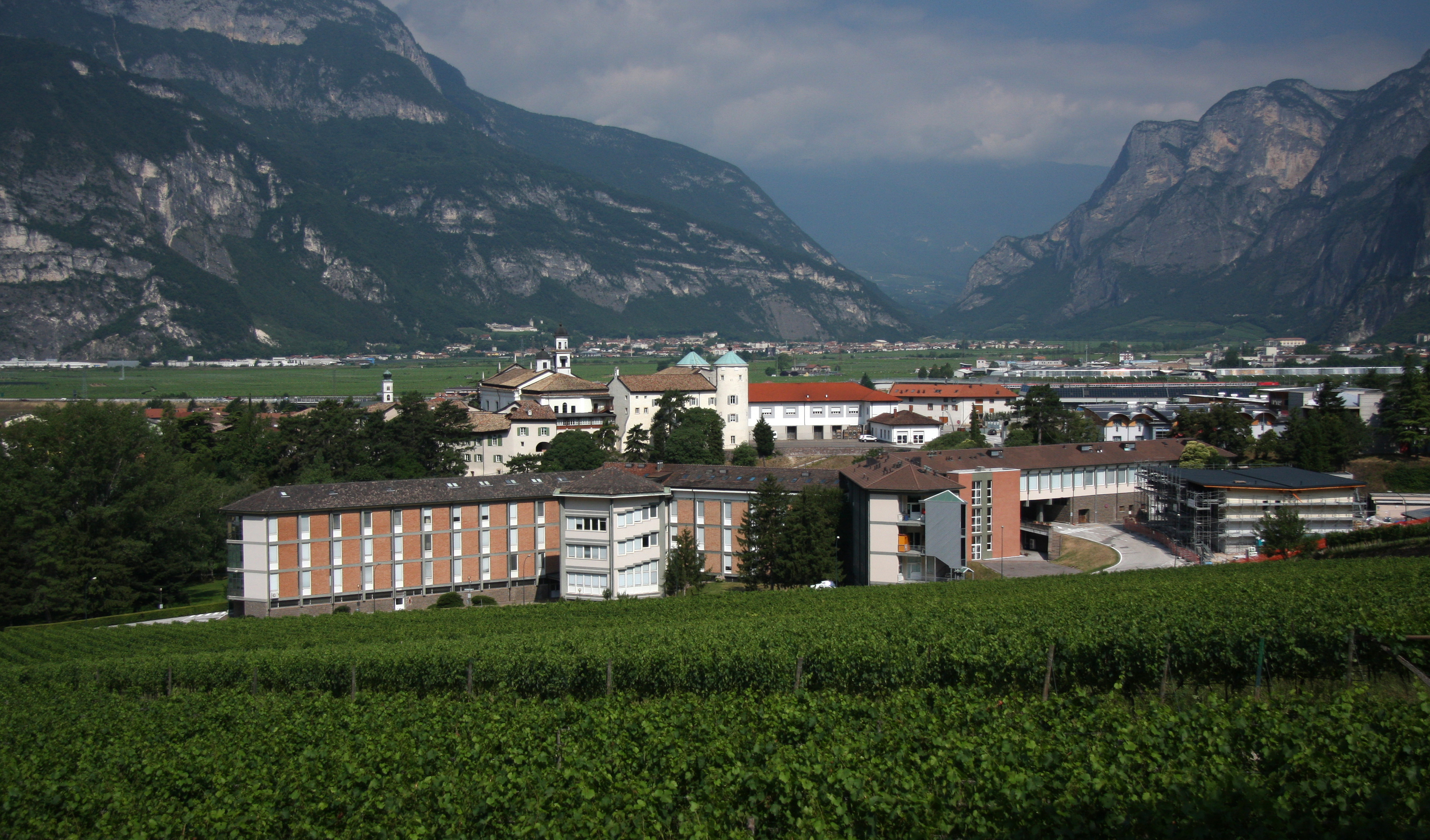
Panoramica complesso scolastico dell'Istituto Agrario di S.Michele all'Adige, oggi Fondazione Edmund Mach (FEM)

La Fondazione Edmund Mach (Fondazione Mach o solo Fem), sita in Trentino-Alto Adige, è un'organizzazione che persegue gli obiettivi d'istruzione e ricerca scientifica in campo agrario dell'Istituto agrario di San Michele all'Adige, fondato dalla dieta della regione austro-ungarica del Tirolo, il 12 gennaio 1874. L'istituto aveva lo scopo di promuovere una rinascita dell'agricoltura tirolese ed ebbe come primo direttore Edmund Mach.
Nel 1990 è stato costituito come ente provinciale e, a partire dal 2002, si è articolato in un centro scolastico (dalle superiori all'università), in un centro sperimentale (con obiettivi come il miglioramento genetico del melo o della vite) e in un centro per l'assistenza tecnica. Dal 2008, assieme al Centro di Ecologia Alpina (CEA), è diventato una fondazione privata con capitale pubblico, la "Fondazione Edmund Mach - Istituto Agrario di San Michele all'Adige".
Nell'istituto sono vinificate le uve provenienti dai 50 ettari di terreno di proprietà e il prodotto è conservato nella cantina realizzata nell'ex convento agostiniano, risalente al XII secolo. 
La produzione è stimata in circa 250.000 bottiglie di vino, 15.000 di grappa e 10.000 di spumante.
Attuale presidente è Mirco Maria Franco Cattani.

## Struttura

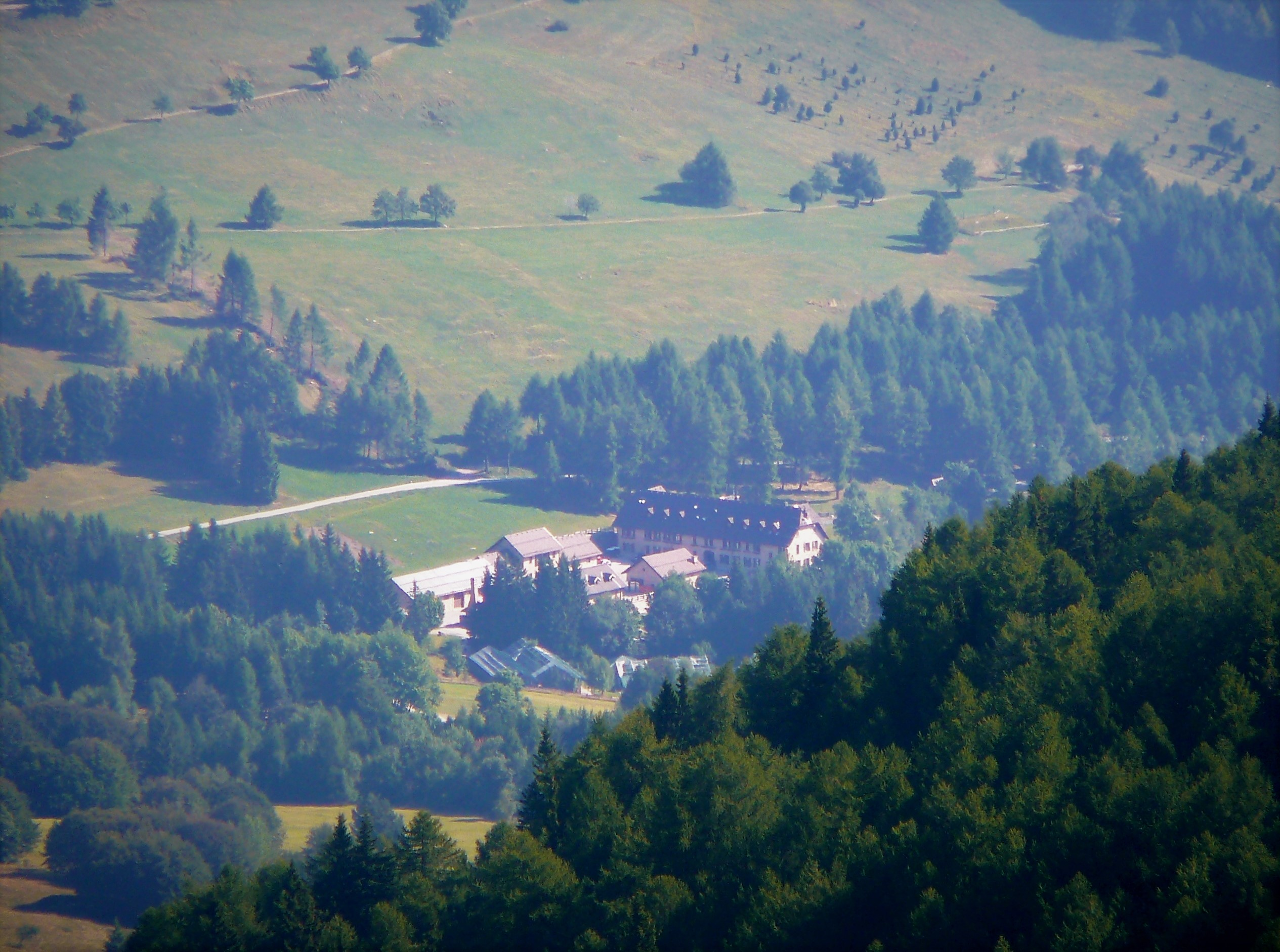
Centro ecologia alpina presso le Viote del Monte Bondone

La fondazione è suddivisa in tre centri, supportati da un servizio amministrativo centralizzato:
1. Il centro "formazione e istruzione nel settore agricolo, forestale e ambientale", a diversi livelli. Era articolato in due rami: l'Istituto Tecnico Agrario (ITA), con i corsi di "perito tecnico agrario ordinario" e di "perito enotecnico", e l'Istituto professionale per l'agricoltura e l'ambiente (IPAA). Il corso IPAA è stato chiuso con la riforma della scuola, quindi, attualmente, la formazione non è più suddivisa in IPAA e ITA; comunque, oltre alla formazione professionale (FP), la scuola offre dei percorsi di specializzazione del corso ITA.
2. Il centro "ricerca e innovazione"[8], che svolge attività di ricerca nell'ambito del miglioramento dei prodotti agricoli e forestali e della qualità e del valore nutritivo degli alimenti. La ricerca si occupa inoltre del sostegno delle risorse ambientali, con lo sviluppo di pratiche agricole a basso impatto ambientale, della conservazione della biodiversità e della caratterizzazione degli ecosistemi alpini e subalpini. Il centro offre anche borse di studio per progetti e corsi di dottorato nei settori dell'agricoltura, dell'alimentazione e dell'ambiente, in collaborazione con altri istituti ed enti di ricerca sia italiani che internazionali.
3. Il centro trasferimento tecnologico[9], che si occupa di fornire consulenza tecnica ed economica alle aziende agricole e alle imprese cooperative nell'ambito dell'agricoltura trentina, in particolare per i settori frutticolo, viticolo ed enologico, della coltivazione della fragola e dei frutti di bosco, orticolo, floricolo, zootecnico e ittico.

## Ricerca e innovazione

### Miglioramento genetico delle Rosaceae

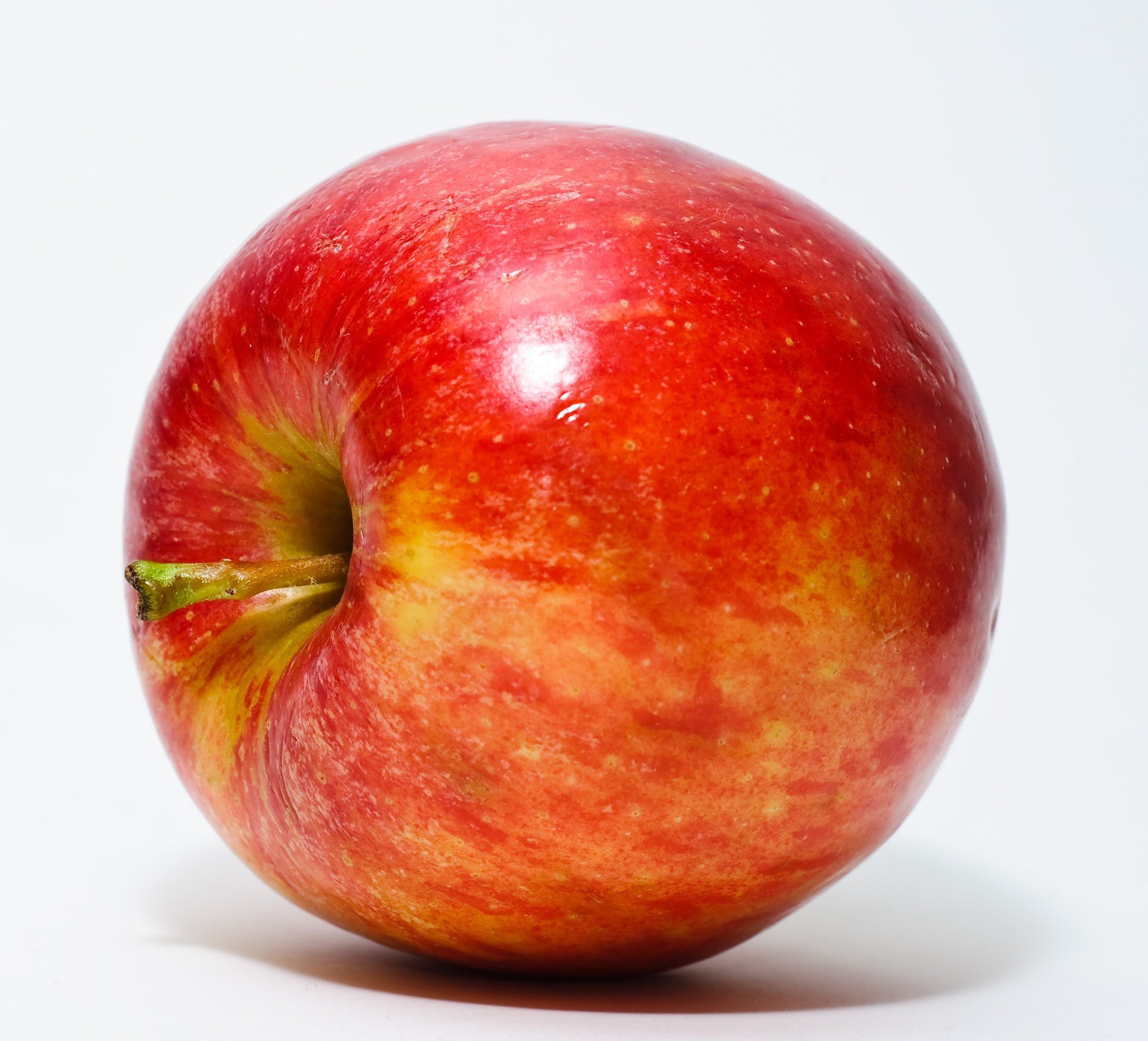
Miglioramento feno-genetico della mela

Una delle maggiori aree di ricerca della Fondazione è il miglioramento feno-genetico della mela (ossia delle sue qualità organolettiche: sapore, colore, forma, croccantezza, conservabilità etc.) e della struttura del melo (produzione, colonnarietà, auto-dirado, resistenza ai parassiti e alle malattie per ridurre le operazioni sul campo nonché le irrorazioni di pesticidi). Tutto questo è ottenuto con sistemi d'incrocio classici (impollinazioni), supportati da quelli molecolari: sequenziamento e analisi del DNA.
A tal fine, nel corso del 2007/2008, si è ottenuta la sequenza del DNA del melo (circa 13 miliardi di nucleotidi sequenziati) e nel 2009 i ricercatori hanno effettuato l'assemblaggio e la ricostruzione del contenuto ordinato dei geni dei suoi 17 cromosomi. Il sequenziamento, coordinato dalla Fondazione E. Mach – Ist. Agrario San Michele all'Adige, ha prodotto una pubblicazione uscita nell'agosto 2010 sul sito on line della rivista scientifica “Nature Genetics”.